# Belén (tổng)
Belén là một tổng trong tỉnh Heredia, Costa Rica. Tổng này có diện tích 12,15 km², dân số năm 2008 là 22400 người..